# Paolo Papanti-Pelletier
Paolo Papanti-Pelletier ist ein italienischer Rechtswissenschaftler.

## Leben
Am 12. Mai 1973 schloss er sein Jurastudium an der Universität La Sapienza ab. Er war wissenschaftlicher Mitarbeiter am Institut für Privatrecht der Rechtsfakultät der  Universität La Sapienza und anschließend an der Universität Florenz. Von 1979 bis 1984 war er Vollassistent am Lehrstuhl für privatrechtliche Einrichtungen an der Rechtsfakultät der Universität Macerata. Von 1990 bis 1993 war er außerordentlicher Professor für privatrechtliche Einrichtungen an der Rechtsfakultät der Universität Macerata. Von 1993 bis 1997 war er ordentlicher Professor für privatrechtliche Einrichtungen an der Fakultät für Wirtschaftswissenschaften der Universität Tor Vergata. Von 1997 bis 2011 war ordentlicher Professor an der Rechtsfakultät der gleichen Universität für Privatrecht. Seit 2015 ist er Delegat des Heiligen Stuhls bei der internationalen Organisation UNIDROIT. Seit 2017 ist Richter der Vatikanstadt.

## Schriften (Auswahl)
- Rappresentanza e cooperazione rappresentativa. Mailand 1984, ISBN 88-14-00423-4.
- Cassette di sicurezza e responsabilità del banchiere. Mailand 1988, ISBN 88-14-01836-7.
- als Herausgeber: Laurea honoris causa in scienze politiche a Francesco Santoro-Passarelli. Atti dell'incontro di studio e della cerimonia del conferimento della laurea. Mailand 1992, ISBN 88-14-03767-1.